# نیکولا میلنکوویچ
نیکولا میلنکوویچ (سیریلیک صربی: Никола Миленковић؛ زادهٔ ۱۲ اکتبر ۱۹۹۷) بازیکن فوتبال اهل صربستان است که در باشگاه فوتبال فیورنتینا و برای تیم ملی فوتبال صربستان بازی می‌کند.
از باشگاه‌هایی که در آنها بازی کرده‌ است می‌توان به پارتیزان و تلئوپتیک اشاره کرد.
این مدافع راست پا عمدتاً به عنوان یک مدافع میانی و در صورت لزوم در پست دفاع راست ظاهر می‌شود. او با قامت بلندش در دوئل‌های هوایی موفق بوده و بازی با پای خوبی نیز دارد.
میلنکوویچ اولین گل خود را برای پارتیزان در آخرین بازی سوپر لیگ صربستان در فصل ۲۰۱۶-۲۰۱۵ مقابل وویودینا به ثمر رساند که صدمین گل این باشگاه در آن فصل بود. در تابستان ۲۰۱۷ او به فیورنتینا رفت و در ۲۲ دسامبر همان سال در بازی با کالیاری اولین بازی خود را در سری آ انجام داد. از آن بازی به بعد او به بازیکن فیکس تیم تبدیل شد و به طور متناوب بین مرکز دفاع و جناح راست به بازی رفت. او با پیراهن کشورش تاکنون ۳۷ بازی ملی انجام داده و سه گل نیز به ثمر رسانده است.